# 刘野
刘野（1963年—），汉族，中华人民共和国政治人物、香港商人、第十一届全国政协委员、富華國際實業集團（中國）有限公司董事長兼總經理。

## 生平
担任全国工商联常委、吉林省工商联副主席。2008年，当选第十一届全国政协委员，代表经济界，分入第三十六组。